# Еуроборг
«Еуроборг» або «НордЛіз» (нід. Euroborg, NoordLease Stadion) — багатофункціональний стадіон у Гронінгені, Нідерланди, домашня арена ФК «Гронінген».
Стадіон побудований у 2005 році, відкритий 2006 року. У споруді арени розміщені казино, школа, супермаркет та фітнес-центр. У 2007 році поблизу стадіону була побудована тимчасова залізнична станція, яка у 2013 році стала постійною та повноцінно діючою.
Стадіон має прізвиська «Де Ґрьоен Хелл» (Зелене пекло) та «Де Ґрьоен Катедрал» (Зелений собор). З 2016 року арена отримала ім'я «НордЛіз», що пов'язане зі спонсорською угодою, укладеною з однойменною компанією.
Планується розширення арени до місткості 30-40 тисяч місць.
Стадіон приймав матчі у рамках Чемпіонату Європи з футболу U21 в 2007 році.